# Dia da Internet
O Dia da Internet, também chamado de Dia Mundial da Internet, é um evento comemorado por todo o mundo a 17 de maio.
O Dia da Internet foi realizado pela primeira vez a 25 de outubro de 2005. No mês seguinte, em Tunes, a Cimeira Mundial sobre a Sociedade da Informação (WSIS) decidiu sugerir à ONU um Dia da Internet para celebrar a Internet em todo o mundo. A ONU concordou em designar o dia 17 de maio como um dia dedicado às telecomunicações, incluindo o Dia Mundial das Telecomunicações e da Sociedade da Informação,  para promover a importância da tecnologia da informação e das comunicações e as diversas questões relacionadas com a sociedade da informação que a CMSI levantou. Em março de 2006, a Assembleia Geral adotou a Resolução A/RES/60/252, que proclamou que as Telecomunicações Mundiais e a Sociedade da Informação seriam realizadas anualmente a 17 de maio.